# Теория на Джеймс – Ланге
Теорията на Джеймс – Ланге се свързва с хипотеза за произхода и природата на емоциите. Тя е развита от двама от учените на XIX век Уилям Джеймс и Карл Ланге. Теорията твърди, че в човека като отговор на преживяванията в света автономната нервна система създава физиологични събития като мускулно напрежение, ускоряване на пулса, потене и сухота в устата. Емоциите, в този ред на мисли, са чувства, които се появяват по-скоро като резултат от тези физиологични промени, отколкото като тяхна причина. Джеймс и Ланге достигат до тази теория независимо един от друг. Ланге по-точно твърди, че вазомоторните промени са емоции (например човек разсъждава, че само защото той плаче, той трябва да е тъжен). Джеймс обяснява концепцията си така:
| „ | Моята теория ... е в това, че телесните промени следват директно от възприемането на вълнуващ факт и че нашето усещане на същите промени, както се появяват, е емоцията. Здравият разум казва, ние губим късмета си и съжаляваме и плачем; срещаме мечка и сме уплашени и бягаме; обидени сме от съперник и сме ядосани и удряме. Хипотеза, която тук ще бъде защитена, казва, че този ред на мисли е неправилен ... и че по-рационалното изказване е, че ние се чувстваме зле, защото плачем, ядосани, защото удряме, уплашени, защото треперим ... Без телесните състояния, следващи възприятието, последното би било чисто когнитивно по формата си, бледнеенето си, безцветността си, липсата на емоционална топлина. Ние можем после да видим мечка и да отсъдим, че е най-добре да бягаме, да получим обида и да сметнем, че е правилно да ударим, но реално няма да се чувстваме уплашени или ядосани. | “ |

Тази теория е предизвикана от психолози като Уолтър Кенън и Филип Бард, които теоретизират, че физиологичните промени са предизвикани от емоции (общо позната като Теория на Кенън – Бард).
Третата теория за емоцията е наречена Двуфакторна теория на емоциите на Шахтер и Сингър. Тази теория твърди, че емоциите са директен резултат от анализа на обкръжението.